# Eufêmio (Sicília)
Eufêmio (em latim: Euphemius; em grego: Εὐφήμιος; romaniz.: Euphémios) foi um comandante bizantino na Sicília, que rebelou-se contra o governador imperial em 826, e convidou os aglábidas para auxiliá-lo, assim começando a conquista muçulmana da Sicília.

## Vida

### Rebelião na Sicília

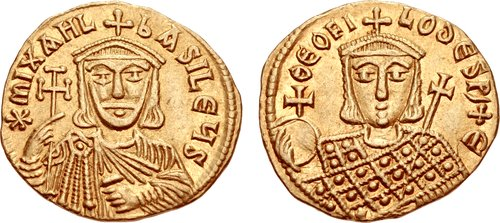
Soldo de r. e seu filho Teófilo

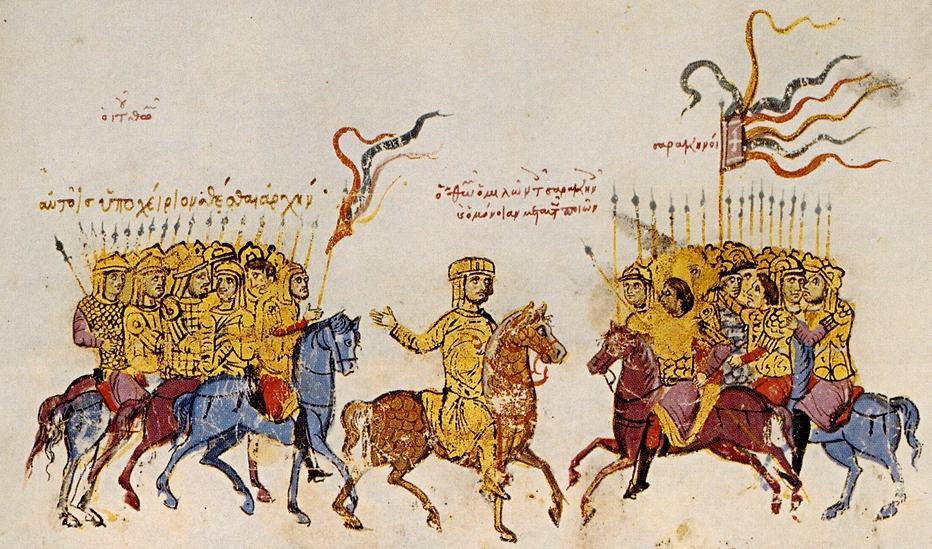
negociando com os árabes. Iluminura do Escilitzes de Madri

Eufêmio foi um comandante militar. Em 826, foi um turmarca e foi nomeado pelo novo governador do Tema da Sicília, o patrício Constantino Sudas, como chefe da frota provincial. Segundo o historiador árabe ibne Alatir, Eufêmio então lançou um raide contra a Ifríquia, onde tomou alguns navios mercantes antes que pudessem entrar em portos seguros, e devastou as costas. Enquanto estava ausente, contudo, o imperador Miguel II, o Amoriano (r. 820–829) enviou uma carta ordenando seu rebaixamento e punição. Eufêmio soube disso quando retornou à Sicília com sua frota. Apoiado pela frota, resolveu revoltar-se. Foi proclamado pelos tripulantes como imperador, e velejou à capital siciliana, Siracusa, que foi rapidamente capturada. O patrício Constantino estava ausente da cidade ou fugiu da ilha com sua aproximação, mas logo reuniu um exército e atacou-o. Eufêmio venceu, e forçou o governador a procurar refúgio em Catânia. Quando Eufêmio enviou suas forças contra Catânia, Constantino tentou fugir novamente, mas foi capturado e executado.
O antecedentes exatos desses eventos são incertos. Segundo Teófanes Continuado, ele sequestrou a freira Homoniza de seu mosteiro e levou-a como sua esposa. Seus irmãos protestaram para o imperador, que ordenou ao governador da ilha investigar o assunto e se as acusações fossem verdadeiras, ele deveria decepar o nariz de Eufêmio como punição. A Crônica de Salerno relata uma versão diferente da história, segundo a qual Eufêmio estava noivo com Homoniza, mas o governador deu-a como esposa para outro, que subornou o governador. Isso levou Eufêmio a jurar vingança. Vários historiadores têm colocado dúvida nessa história "romântica" da origem de sua revolta. Assim, Teófanes também relata que ele rebelou-se junto com "alguns de seus companheiros turmarcas", indicando um grande desafeto entre os comandantes provinciais. Como Alexander Vasiliev aponta, a Sicília já havia mostrado tendências contra o governo imperial central antes, como as revoltas de Basílio Onomágulo em 718 e Elpídio em 781/782. Segundo Vasiliev, o ambicioso comandante simplesmente usou um momento oportuno, quando o governo central estava enfraquecido pela recente rebelião de Tomás, o Eslavo, e por sua preocupação com a contemporânea conquista muçulmana de Creta, para tomar o poder para si. O historiador alemão Ekkehard Eickhoff também especula que Eufêmio pode ter sido considerado não confiável pelo governo imperial, e que seu raide contra a Ifríquia — a primeira operação desse tipo atestada — foi por sua iniciativa, indicando seu caráter impetuoso. Se sim, então essa pode ter sido a razão para o imperador ordenar sua prisão, preferindo ele manter uma posição passiva no Ocidente. Na historiografia tradicional, Eufêmio é colocado como o campeão da autonomia siciliana contra Constantinopla em vez de um usurpador imperial, mas num selo de ofício recém-publicado, ele chama-se "imperador dos romanos", assim claramente indicando suas ambições imperiais.
Seja qual for o verdadeiro motivo para sua rebelião, logo depois de sua vitória sobre Constantino, Eufêmio foi desertado por um de seus aliados íntimo, um homem conhecido através das fontes árabes como "Balata" (segundo Vasiliev provavelmente uma corrupção de seu título, enquanto Treadgold afirma que foi chamado Platão, e foi possivelmente armênio). Balata aparentemente recebeu a missão de estender o controle de Eufêmio sobre a porção ocidental da Sicília, e particularmente Palermo, onde seu primo Miguel era governador. Os dois homens denunciaram a usurpação de Eufêmio do título imperial e marcharam contra Siracusa, derrotaram-o e capturaram a cidade.

### Aliança aglábida, retorno a Sicília, e morte

Topografia da Sicília

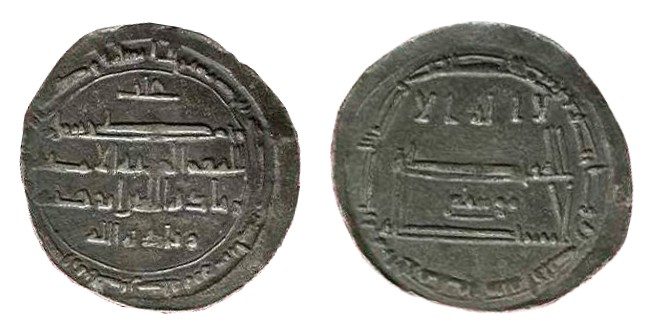
Dirrã de r.

Como Elpídio na década de 780, Eufêmio resolveu procurar refúgio entre os inimigos do império e com alguns apoiantes velejou à Ifríquia. Lá, enviou uma delegação à corte aglábida, que solicitou ao emir Ziadete Alá I (r. 817–838) um exército para ajudar Eufêmio a conquistar a Sicília, depois do que pagaria aos aglábidas um tributo anual. Essa oferta apresentou-se como uma grande oportunidade para os aglábidas. Ziadete Alá já havia suprimido uma perigosa revolta de três anos da elite árabe reinante, mas seu reinado foi ameaçado por tenções étnicas entre os colonos árabes e berberes, e a crítica pelos juristas da escola maliquita pela preocupação dos aglábidas com preocupações mundanas, seus sistema "não islâmico" de taxação e seu estilo de vida luxuoso. Uma invasão a Sicília prometia desviar as energias de seus incansáveis soldados para aventuras mais rentáveis, bem como ganhar para o regime o prestígio de conduzirem uma jiade contra os infiéis. O conselho de Ziadete Alá estava dividido sobre a questão, mas foi influenciado pelo respeitado cádi de Cairuão, Assade ibne Alfurate, que foi colocado no comando da força expedicionária. Diz-se que o exército muçulmano compreendia 10 000 infantes e 7 000 cavaleiros, principalmente árabes ifríquios e berberes, mas possivelmente alguns coraçanes. A frota compreendia 70 ou 100 navios, aos quais foram adicionados os navios de Eufêmio.
Em 14 de junho de 827, as frotas aliadas velejaram da baía de Sousse, e depois de três dias alcançaram Mazara no sudoeste da Sicília, onde atracaram. Foram encontrados por soldados leais a Eufêmio, mas a aliança logo começou a mostrar cisões: um destacamento confundiu alguns dos partidários de Eufêmio com tropas lealistas, e uma escaramuça se seguiu. Embora as tropas de Eufêmio foram ordenadas a colocar um galho em seus capacetes como marca distintiva, Assade anunciou sua intenção de conduzir a campanha sem eles. É certo que Eufêmio já havia perdido o controle da campanha para Assade, e que o exército invasor, que de todo modo era esmagadoramente muçulmano, serviu a propósitos alheios aos seus. Logo depois disso, Balata, que parece ter tomado as funções, se não o título, do governador imperial da ilha, apareceu nas proximidades. Os muçulmanos derrotaram Balata, que retirou-se primeiro para Ena e de lá à Calábria na península Itálica, onde pode ter esperado reunir mais tropas. Em vez disso, morreu lá pouco depois de sua chegada. Miguel permaneceu no comando de Palermo, mas em outros locais da ilha, a resistência parece ter sido mínima. Assade virou-se para Siracusa, mas parou seu avanço após uma embaixada da cidade oferecer pagar tributo aos muçulmanos. Desta vez, Eufêmio começou a se arrepender de sua aliança com os aglábidas, e abriu contato secretos com os lealistas, incitando-os a resistir aos árabes. Depois de ganhar tempo para prepararem suas defesas, os habitantes de Siracusa recusaram-se a pagar o tributo, e os muçulmanos sitiaram a cidade. O cerco durou até a primavera de 828, quando um surto de doença matou Assade e a chegada de uma frota bizantina forçou os muçulmanos a abandonarem sua empreitada. Os árabes inclusive tentaram velejar de volta à Ifríquia, mas foram impedidos pelos navios bizantinos. Frustrado, o exército muçulmano incendiou seus navios e retirou-se por terra para o castelo de Mineo, que ocuparam.
Depois de Mineo render-se, o exército muçulmano dividiu-se em dois: uma parte tomou Agrigento no oeste, enquanto a outra, junto com Eufêmio, atacou Ena. A guarnição de Ena começou negociações, oferecendo reconhecer a autoridade de Eufêmio se mantivesse os muçulmanos longe. Confiante do sucesso, Eufêmio com uma pequena escolta encontrou-se com dois irmãos que foram designados como emissários, mas ele foi esfaqueado até a morte. É incerto o que aconteceu com os apoiantes de Eufêmio depois de sua morte, quer desapareceram quer continuaram lutando junto dos muçulmanos.